# Acalolepta sulphurifera
Acalolepta sulphurifera es una especie de escarabajo longicornio del género Acalolepta, tribu Monochamini, subfamilia Lamiinae. Fue descrita científicamente por Hope en 1842.
Se distribuye por India, Birmania, Vietnam y Bangladés. Mide aproximadamente 22-29,25 milímetros de longitud. El período de vuelo de esta especie ocurre en los meses de agosto y septiembre.